# Młyn Bałtaragisa
Młyn Bałtaragisa (właśc. Młyn Bałtaragisa czyli Co się ongiś działo w Paudruwiskiej Krainie, lit. Baltaragio malūnas, arba kas dėjosi anuo metu Paudruvės krašte) – powieść litewskiego pisarza Kazysa Boruty, opublikowana w 1945 r. Na podstawie książki w 1973 r. Arūnas Žebriūnas wyreżyserował film muzyczny pod tytułem Narzeczona diabła (lit. Velnio nuotaka). 
Powieść na język polski przełożyli Biruta Markuza-Bieniecka i Jerzy Bieniecki. Powieść ukazała się w 1986 r. nakładem wydawnictwa Państwowego Instytutu Wydawniczego w serii Klub Interesującej Książki. Powieść była również tłumaczona na wiele innych języków europejskich.
Akcja powieści rozgrywa się na litewskiej prowincji i oparta jest na motywach z litewskich wierzeń ludowych i podań. Baltrus Bałtaragis, młynarz, próbuje wydać za mąż dewotkę Urszulę, która od wielu lat pracuje w jego gospodarstwie. Umawia narzeczonego, którym jest Pińczuk, jego najbliższy sąsiad, będący w istocie rzeczy miejscowym diabłem, lecz Urszula wyrywa się ze związku. Po tym wydarzeniu zostaje jej przezwisko "czarcia narzeczona". Urszula mszcząc się, rozpowiada we wsi najgorsze rzeczy o Bałtaragisie i jego córce Jurdze. Do Bałtaragisa przychodzi Pińczuk i składa ofertę pomocy, żądając w zamian dla siebie czegoś, co Bałtaragis dziś nie ma, ale będzie miał, kiedy się ożeni.
Bohaterowie:
- Bartłomiej Bałtaragis – młynarz
- Pińczuk – diabeł, mieszkający na paudruwiskich bagnach, który z Bałtaragisem podpisuje kontrakt
- Jurga – córka Bałtaragisa i narzeczona Girdwainisa
- Jurgis Girdwainis – hodowca koni, narzeczony Jurgi
- Jurgutis – pomocnik kowala Juodwałkisa
- Onufry Wisgirda – swat Girdwainisa
- Urszula - dewotka, służka w domu Bałtaragisa
- Raupis – koniokrad.

W powieści luźno przenikają się dwie rzeczywistości: litewskiej wsi oraz świat ludowych wierzeń i folkloru.